# Popillia nyassica
Popillia nyassica är en skalbaggsart som beskrevs av Hermann Julius Kolbe 1894. Popillia nyassica ingår i släktet Popillia och familjen Rutelidae. Utöver nominatformen finns också underarten P. n. puella.